# Carretera invernal Tuktoyaktuk

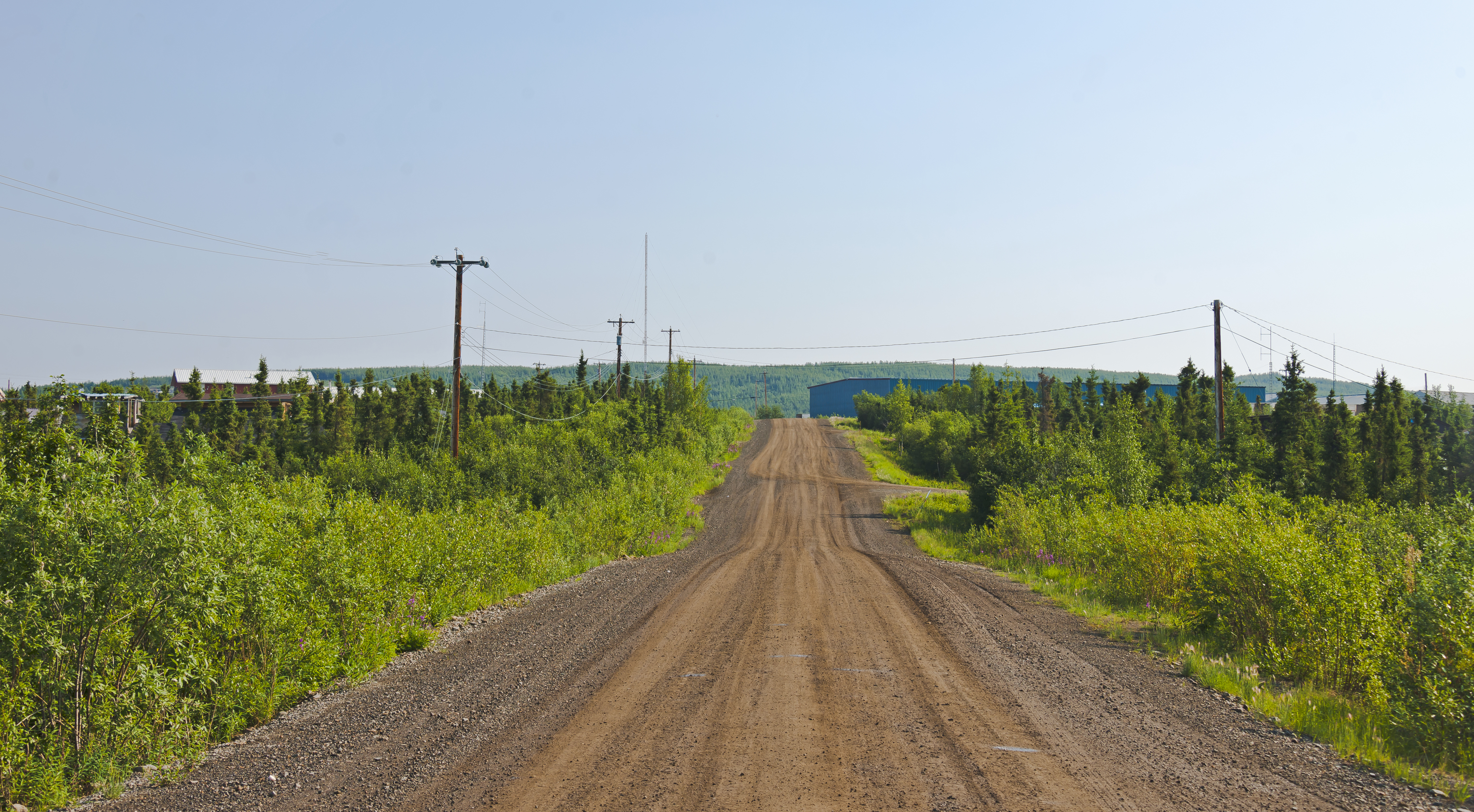
Vista hacia el este a lo largo de Carn Street al sur de Inuvik, NT, Canadá,

La Carretera invernal Tuktoyaktuk es una carretera de hielo sobre los canales del congelado delta del río Mackenzie y el congelado Océano Ártico. Discurre por los Territorios del Noroeste (Canadá) entre las poblaciones de Inuvik y Tuktoyaktuk. Presta servicio a las explotaciones de hidrato de gas y a los campamentos de exploración situados en Mallik, Aput y Langley, a lo largo de la ruta que, en verano, cubren las barcazas Wurmlinger y Artic Star, bloqueadas por el hielo durante el invierno. Además, la carretera es fundamental para el suministro fundamental de la ciudad de Tuktoyaktuk y la aldea de Aklavik.
Es parte de la Dempster Highway, el resto de la cual se sitúa sobre tierra firme y puede ser utilizada durante todo el año.